# فهرست ورزشگاه‌های فوتبال در جمهوری آذربایجان
لیست زیر ورزشگاه‌های فوتبال در جمهوری آذربایجان را نشان می‌دهد:
| #  | ورزشگاه                  | ظرفیت  | تیم                                                     | شهر       |
| -- | ------------------------ | ------ | ------------------------------------------------------- | --------- |
| ۱  | ورزشگاه المپیک باکو      | ۶۹٬۸۷۰ | تیم ملی فوتبال جمهوری آذربایجان                         | باکو      |
| ۲  | ورزشگاه توفیق بهراموف    | ۳۱٬۲۰۰ | تیم ملی فوتبال جمهوری آذربایجان                         | باکو      |
| ۳  | ورزشگاه شهر گنجه         | ۲۵٬۰۰۰ | باشگاه فوتبال کپز                                       | گنجه      |
| ۴  | ورزشگاه مهدی حسین‌زاده    | ۱۵٬۳۵۰ | باشگاه فوتبال سومقاییت                                  | سومقاییت  |
| ۵  | ورزشگاه شهر لنکران       | ۱۵٬۰۰۰ | باشگاه فوتبال خزر لنکران                                | لنکران    |
| ۶  | ورزشگاه قزاق سیتی        | ۱۵٬۰۰۰ | باشگاه فوتبال گویزن قازاخ                               | قازاخ     |
| ۷  | ورزشگاه توفیق بهراموف    | ۱۵٬۰۰۰ | ---                                                     | باکو      |
| ۸  | ورزشگاه شهر شمکیر        | ۱۱٬۵۰۰ | باشگاه فوتبال شمکیر                                     | شمکیر     |
| ۹  | ورزشگاه باک سل آرنا      | ۱۱٬۰۰۰ | باشگاه فوتبال نفتچی باکو                                | باکو      |
| ۱۰ | ورزشگاه حیدر علی‌اف       | ۸٬۵۰۰  | ---                                                     | ایمیشلی   |
| ۱۱ | ورزشگاه شفا              | ۸٬۱۵۲  | باشگاه فوتبال اینتر باکو                                | باکو      |
| ۱۲ | ورزشگاه آناتولی بانیشفشی | ۷٬۵۰۰  | ---                                                     | ماسالی    |
| ۱۳ | ورزشگاه شهر تووز         | ۶٬۸۰۰  | باشگاه فوتبال توران تووز                                | تووز      |
| ۱۴ | ورزشگاه دالغا آرنا       | ۶٬۵۰۰  | باشگاه فوتبال روان باکو تیم ملی فوتبال جمهوری آذربایجان | باکو      |
| ۱۵ | ورزشگاه اسماعیل گابی‌اف   | ۵٬۰۰۰  | ---                                                     | باکو      |
| ۱۶ | ورزشگاه بایئل            | ۵٬۰۰۰  | باشگاه فوتبال روان باکو                                 | بایئل     |
| ۱۷ | ورزشگاه یاشار محمدزاده   | ۵٬۰۰۰  | باشگاه فوتبال انرژیتیک مینگه‌چویر                        | مینگه‌چویر |
| ۱۸ | ورزشگاه شهر یئولاخ       | ۵٬۰۰۰  | ---                                                     | یئولاخ    |
| ۱۹ | ورزشگاه شهر قبله         | ۴٬۰۰۰  | باشگاه فوتبال قبله                                      | قبله      |
| ۲۰ | ورزشگاه شوکت اردوخانوف   | ۴٬۰۰۰  | باشگاه فوتبال شاهداغ قوسار                              | قوسار     |
| ۲۱ | ورزشگاه شهر زاقالاتا     | ۳٬۵۰۰  | باشگاه فوتبال سیمرغ زاقاتالا                            | زاقاتالا  |
| ۲۲ | ورزشگاه آزال آرنا        | ۳٬۰۰۰  | باشگاه فوتبال آزال باکو                                 | باکو      |
| ۲۳ | ورزشگاه مویک             | ۳٬۰۰۰  | باشگاه فوتبال مویک                                      | باکو      |
| ۲۴ | ورزشگاه شهر آق‌سو         | ۳٬۰۰۰  | باشگاه فوتبال آق‌سو                                      | آق‌سو      |
| ۲۵ | ورزشگاه ضربت             | ۳٬۰۰۰  | ---                                                     | باکو      |
| ۲۶ | ورزشگاه المپیک گوزانلی   | ۲٬۰۰۰  | باشگاه فوتبال قره‌باغ                                    | آغدام     |
| ۲۷ | ورزشگاه انشاط‌چی          | ۲٬۰۰۰  | ---                                                     | سومقاییت  |
| ۲۸ | ورزشگاه المپیک لوکباتان  | ۲٬۰۰۰  | باشگاه فوتبال قره‌باغ                                    | لوکباتان  |
| ۲۹ | ورزشگاه نریمان نریمان‌اف  | ۲٬۰۰۰  | باشگاه فوتبال نفتچالا                                   | نفتچالا   |
| ۳۰ | ورزشگاه المپیک سالیان    | ۲٬۰۰۰  | ---                                                     | سالیان    |
| ۳۱ | ورزشگاه المپیک قلعه      | ۱٬۵۰۰  | باشگاه فوتبال قلعه                                      | باکو      |
| ۳۲ | ورزشگاه المپیک زیره      | ۱٬۵۰۰  | باشگاه فوتبال باکی‌لی                                    | باکو      |
| ۳۳ | ورزشگاه المپیک شاگان     | ۱٬۰۳۲  | ---                                                     | باکو      |

## در آینده
| ورزشگاه              | ظرفیت  | باشگاه                 | توضیحات                               |
| -------------------- | ------ | ---------------------- | ------------------------------------- |
| ورزشگاه شهر سومقاییت | ۱۵٬۰۰۰ | باشگاه فوتبال سومقاییت | از سال ۲۰۱۲ روند ساخت ورزشگاه آغاز شد |